# 818型巡視船
818型巡視船（簡体字中国語: 818型巡逻舰）は中国海警局の巡視船。NATOコードネームはZhaoduan級。文民職員ではなく、中国の武装力である人民武装警察の身分を有する職員により運航され、設計も軍艦（簡体字中国語: 舰）としてのものとなっている。

## 来歴
818型は国境警備を目的として、中国海軍に就役している054A型ジャンカイII級ミサイルフリゲートの船体を基に設計された。1番艦、2番艦が2017年に海南総隊に引き渡された。6番艦まで就役が確認されている。

## 設計

### 船体
満載排水量4,000トン、全長138メートル、最大幅16.0メートル、喫水5.0メートルと見積もられている。但しヒッキー氏らは排水量を4,000トン以上と見積もっている。
船型は単胴長船首楼型、船首は傾斜型、船尾は若干オーバーハングしたトランサム型とし、船尾の上甲板は開放甲板となっている。054A型において対艦ミサイル発射筒が設置されていた船楼甲板中央には新たに甲板室が設けられた。煙突両側の船楼甲板は一層低くなり、右舷側は救命艇、左舷側は作業艇（複合艇）の搭載スペースとなった。

### 機関
主機は高速ディーゼルエンジン（SEMT ピルスティク 16PA6A-280STC）2+2基のCODADを採用し、推進軸は2軸のスクリュープロペラと推定されている。
ヒッキー氏らは最大速力を30ノット以上と見積もっており、その根拠としてオリジナルの排水量から減量していることを挙げている。彼らの論文では排水量4,000トン以上と表示はしているものの、後述するようにオリジナルの設計から武器装備を減らした設計となっており、排水量の減量が予想される。航続距離は15ノットで10,000海里、18ノットで3,800海里と見積もられている。

## 装備
艦砲として、60口径76ミリ単装砲（H/PJ-26）1基を前部甲板に搭載している。近接武器システム(CIWS)に関しては、ジェーンズ海軍年鑑ではAK-630の国産品である630型6銃身30ミリCIWSが2基搭載されていると言及している一方で、ヒッキー氏らは撤去されたと言及しており意見が分かれている。雑誌「艦船知識」はCIWSではなく、30ミリ単装機関砲（H/PJ-17）2基の搭載を表示している。対空および対艦ミサイル発射機は撤去されている。Z-9、AW109、又はEC135などのヘリコプター1機を収容できる格納庫とヘリコプター甲板を持つ。その他に4基の放水砲を搭載している。
船橋屋根のコンパス甲板には射撃管制用レーダーのための台座が設けられ、その上に76ミリ砲用に347型射撃管制用レーダーが据えられている。メインマスト上部には363型対水上捜索レーダーが据えられている。長距離の軍用電子機器（3次元対空監視レーダーと推察する。）は撤去されている。

## 同型艦
| 舷番号 | 造船所     | 進水 | 就役 | 所属総隊 | 状態   |
| ------ | ---------- | ---- | ---- | -------- | ------ |
| 31301  | 武昌造船所 | 2016 | 2018 | 上海     | 就役中 |
| 31302  | 武昌造船所 | 2016 | 2018 | 上海     | 就役中 |
| 31303  | 黄埔造船所 | 2016 | 2017 | 上海     | 就役中 |
| 46301  | 黄埔造船所 | 2016 | 2016 | 海南     | 就役中 |
| 46302  | 黄埔造船所 | 2016 | 2017 | 海南     | 就役中 |
| 46303  | 武昌造船所 | 2017 | 2017 | 海南     | 就役中 |